# European Wildlife
European Wildlife (укр. Європейська дика природа) — загальноєвропейська некомерційна організація, що займається охороною природи та ландшафтів Європейського континенту. 
Організацію заснував у квітні 2008 року чеський журналіст Далібор Досталь. 
Головна мета організації полягає у збереженні біологічного різноманіття Європейського континенту та пом'якшенні наслідків глобальної зміни клімату на європейську природу і людське суспільство.